# Conchapelopia paramelanops
Conchapelopia paramelanops är en tvåvingeart som beskrevs av Roback 1971. Conchapelopia paramelanops ingår i släktet Conchapelopia och familjen fjädermyggor. Inga underarter finns listade i Catalogue of Life.